# Camponotus furvus
Camponotus furvus é uma espécie de inseto do gênero Camponotus, pertencente à família Formicidae.